# Грюнов (Мекленбург-Передня Померанія)
Грюнов (нім. Grünow) — громада в Німеччині, розташована в землі Мекленбург-Передня Померанія. Входить до складу району Мекленбургіше-Зенплатте. Складова частина об'єднання громад Нойштреліц-Ланд.
Площа — 23,19 км2. Населення становить 287 ос. (станом на 31 грудня 2020).

## Галерея

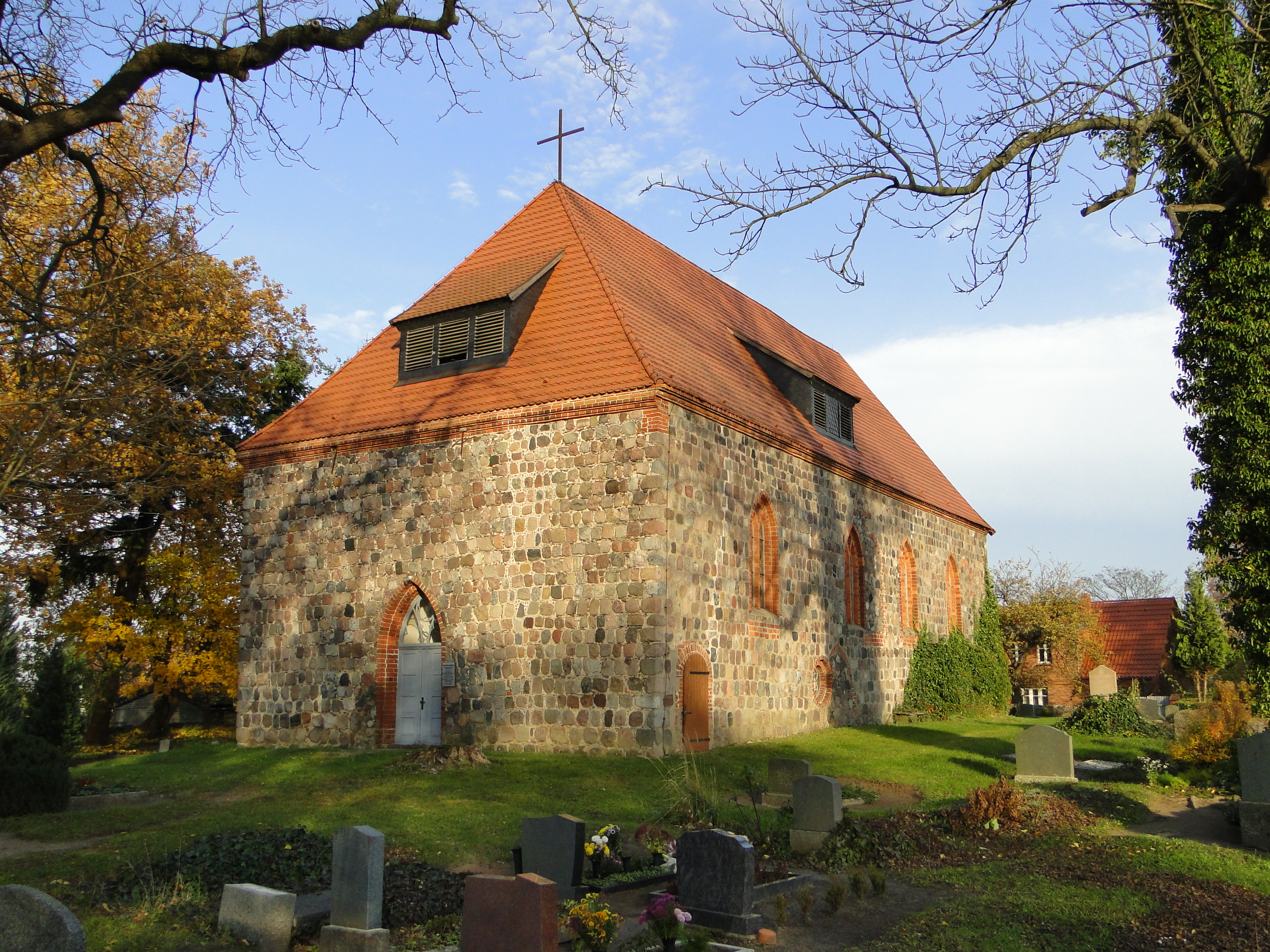